# William Allen Egan
William Allen Egan, född 8 oktober 1914 i Valdez, Alaska, död 6 maj 1984 i Anchorage, Alaska, var en amerikansk demokratisk politiker. Han var den första och fjärde guvernören i delstaten Alaska. Han är hittills den enda av delstatens guvernörer som var född i Alaska.
Egan var ledamot av Alaskaterritoriets representanthus 1940-1945 och 1947-1953. Han valdes 1943 till borgmästare i Valdez, en befattning som han innehade i tre år. 1953 valdes han till Alaskaterritoriets senat.
Alaskaterritoriets lagstiftande församling beslutade 1955 att sammankalla ett konstitutionskonvent för att stifta en konstitution för Alaska som delstat. Egan valdes till ordförande. Konstitutionen godkändes 1958 i en folkomröstning. Egan tillträdde som delstatens guvernör 3 januari 1959, samma dag som Alaska blev delstat. Han efterträddes 1966 av republikanen Walter Joseph Hickel. Egan gjorde comeback och var guvernör för ännu en mandatperiod 1970-1974 för att sedan slutgiltigt lämna politiken.